# Caspar David Friedrich

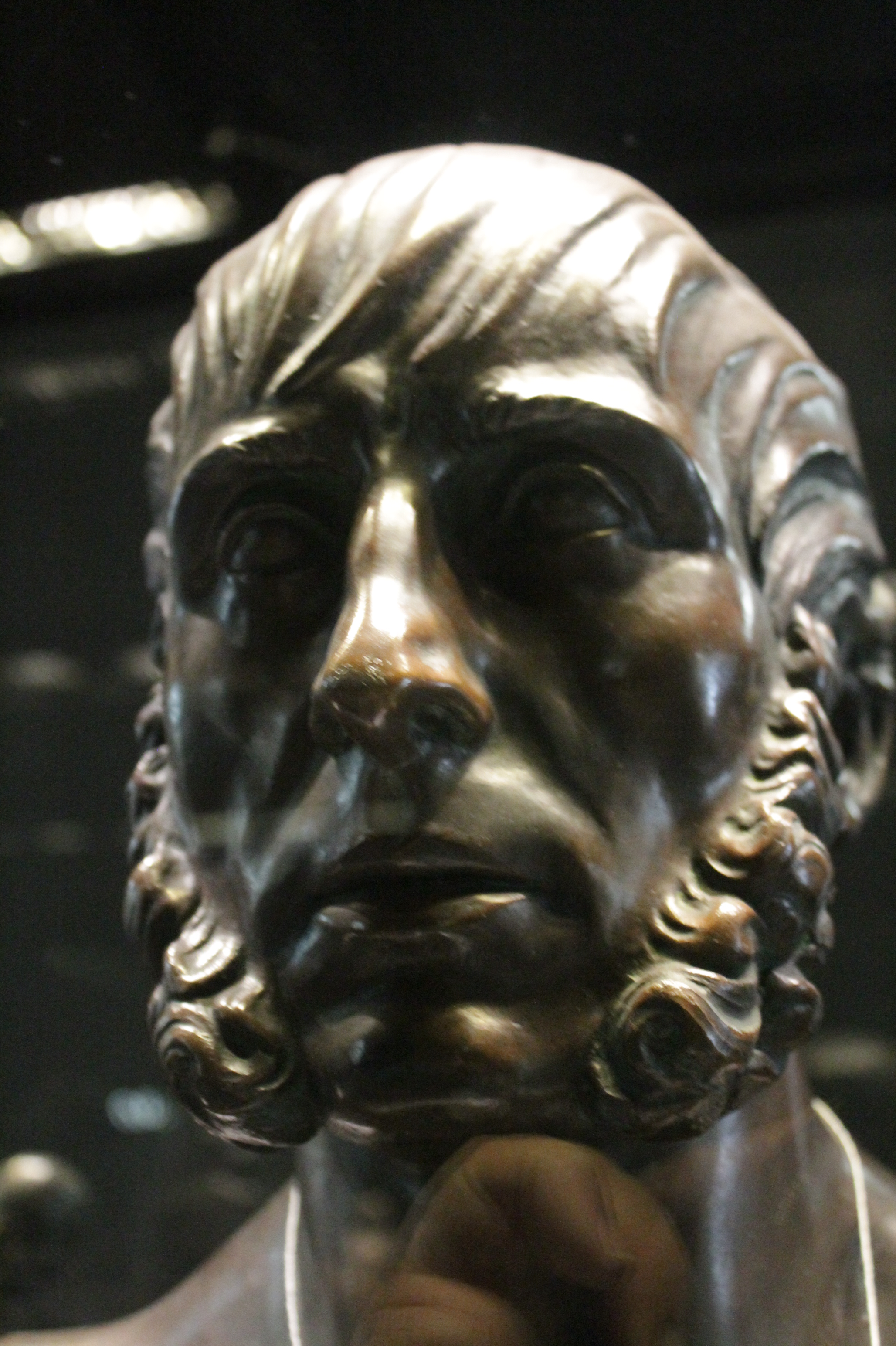
Caspar David Friedrich de Christian Gottlieb Kuhn 1807, Albertinum, Dresden

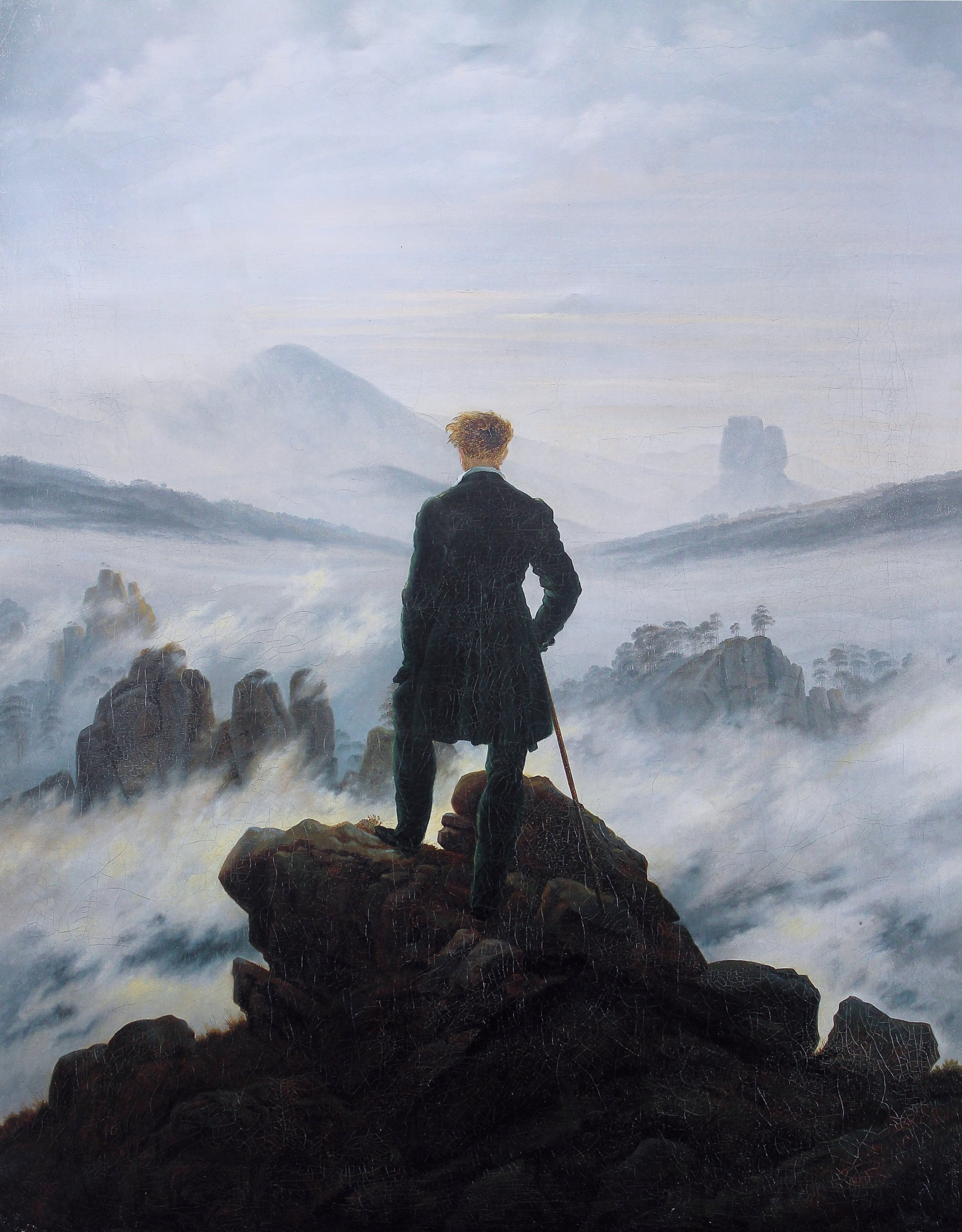
Caminant damunt un mar de boira (1818). 94,8 × 74,8 cm, museu Kunsthalle Hamburg. Aquesta obra mestra tant coneguda i especialment romàntica, deixa una impressió contradictòria, segons l'historiador John Lewis Gaddis, "suggerint alhora el domini d'un paisatge i la insignificança de l'individu dins d'ell. No veiem cap cara, així que és impossible saber si la perspectiva que s'enfronta al jove és estimulant, aterridora, o ambdues coses." S'ha utilitzat per reflexionar sobre la meteorologia en l'art.

Caspar David Friedrich (5 de setembre de 1774 - 7 de maig de 1840) va ser un paisatgista romàntic alemany del segle xix, generalment considerat l'artista alemany més important de la seva generació. És conegut sobretot pels seus paisatges al·legòrics, que solen presentar figures contemplatives perfilades sobre cel nocturn, boires matinals, arbres àrids o ruïnes gòtiques. El seu interès principal era la contemplació de la natura, i la seva obra sovint simbòlica i anticlàssica busca transmetre una resposta subjectiva i emocional al món natural. Les pintures de Friedrich situen una presència humana en una perspectiva minvada enmig de paisatges expansius, reduint les figures a una escala que, segons l'historiador de l'art Christopher John Murray, dirigeixen "la mirada de l'espectador cap a la seva dimensió metafísica".
Friedrich va néixer a la ciutat de Greifswald, al mar Bàltic, quan era la Pomerània sueca. Va estudiar a Copenhaguen fins al 1798, abans d'establir-se a Dresden. Va arribar a la majoria d'edat durant un període en què, arreu d'Europa, hi havia un desengany creixent amb la societat materialista que donava lloc a una nova apreciació de l'espiritualitat. Aquest canvi d'ideals sovint s'expressava mitjançant una reavaluació del món natural, ja que artistes com Friedrich, JMW Turner i John Constable van intentar representar la natura com una "creació divina, per enfrontar-se a l'artifici de la civilització humana".
L'obra de Friedrich li va donar renom al començament de la seva carrera, i contemporanis com l'escultor francès David d'Angers parlaven d'ell com un home que havia descobert "la tragèdia del paisatge". No obstant això, la seva obra va caure en desgràcia durant els seus últims anys, i va morir en l'obscuritat. A mesura que Alemanya avançava cap a la modernització a finals del segle xix, un nou sentit d'urgència va caracteritzar el seu art, i les representacions contemplatives de la quietud de Friedrich van passar a ser vistes com el producte d'una època passada. L'inici del segle xx va portar una renovada apreciació de la seva obra, que va començar el 1906 amb una exposició de trenta-dos dels seus quadres a Berlín. A la dècada de 1920 els seus quadres havien estat descoberts pels expressionistes, i durant la dècada del 1930 i principis de la dècada del 1940 els surrealistes i els existencialistes van extreure sovint idees de la seva obra. L'auge del nazisme a principis dels anys trenta va tornar a provocar un ressorgiment de la popularitat de Friedrich, però això va ser seguit per un fort declivi, ja que les seves pintures van ser interpretades per associació amb el moviment nazi. No va ser fins a finals de la dècada de 1970 que Friedrich va recuperar la seva reputació com a icona del moviment romàntic alemany i pintor d'importància internacional.

## Biografia

### Joventut i família
Caspar David Friedrich va néixer el 5 de setembre de 1774 a Greifswald, Pomerània sueca, a la costa bàltica d'Alemanya. El sisè de deu fills, va ser criat en l'estricte credo luterà del seu pare Adolf Gottlieb Friedrich, fabricant d'espelmes i calderes de sabó. Els registres de les circumstàncies econòmiques de la família són contradictoris; mentre que algunes fonts indiquen que els nens tenien tutors privats, altres indiquen que es van criar en una pobresa relativa. Es va familiaritzar amb la mort des de ben petit. La seva mare, Sophie, va morir el 1781 quan ell tenia set anys. Un any més tard, la seva germana Elisabeth va morir, i una segona germana, Maria, va morir de tifus el 1791. Sens dubte, la tragèdia més gran de la seva infantesa va ocórrer el 1787 quan va morir el seu germà Johann Christoffer. Caspar David tenia tretze anys quan va veure com el seu germà petit queia pel gel d'un llac congelat i s'ofegava. Alguns relats suggereixen que Johann Christoffer va morir mentre intentava rescatar Caspar David, que també estava en perill al gel.

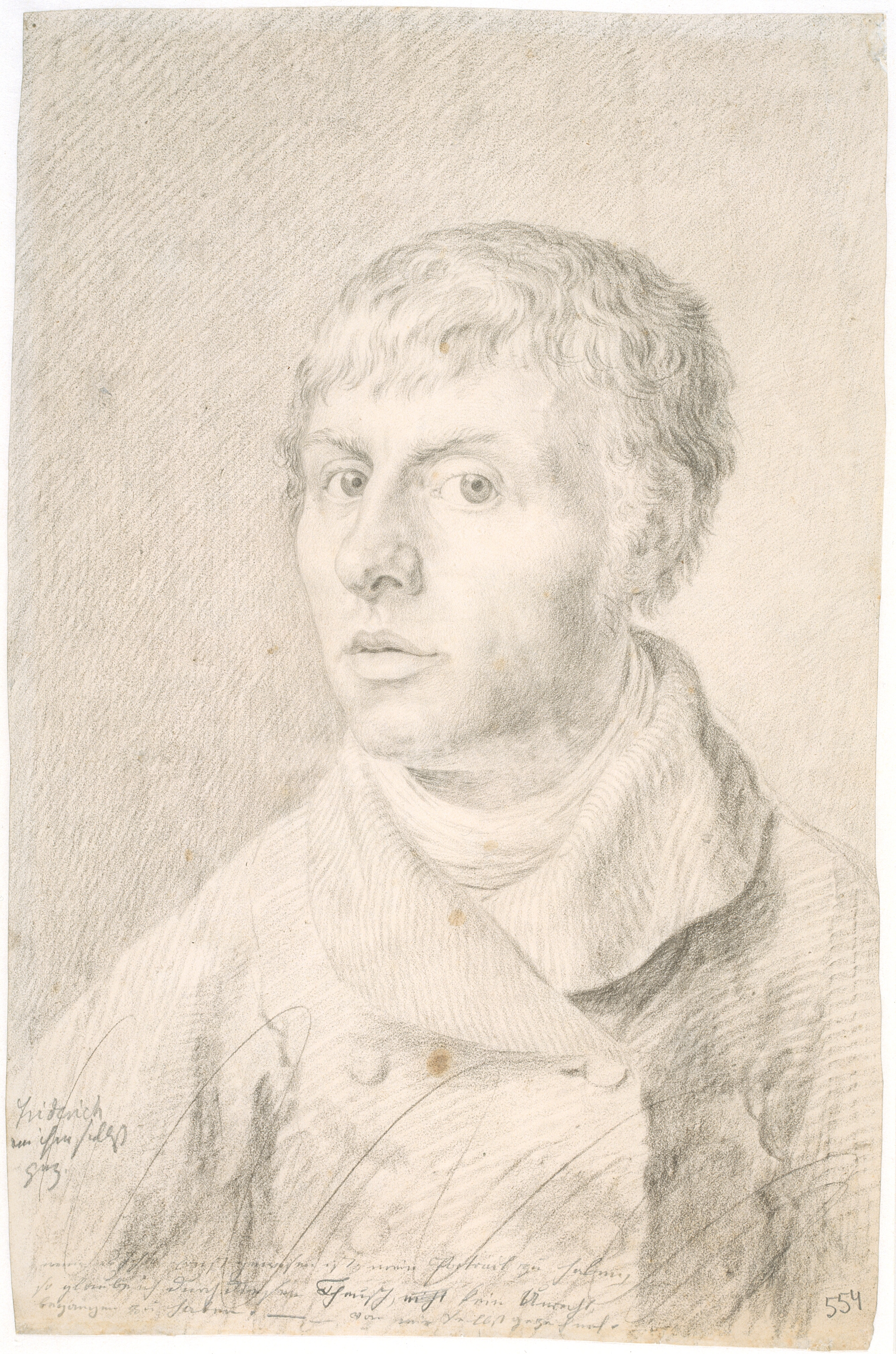
Autoretrat (1800) és un dibuix amb guix de l'artista quan tenia 26 anys, mentre estudiava a la Royal Academy de Copenhaguen. Museu Reial de Belles Arts, Copenhaguen.

Friedrich va començar els seus estudis formals d'art el 1790 com a estudiant privat de l'artista Johann Gottfried Quistorp a la Universitat de Greifswald de la seva ciutat natal, on el departament d'art s'anomena ara Caspar-David-Friedrich-Institut en el seu honor. Quistorp va portar els seus alumnes a fer excursions de dibuix a l'aire lliure; com a resultat, Friedrich es va animar a dibuixar sobre l'experiència vital quan era molt jove. A través de Quistorp, Friedrich va conèixer i va ser influenciat posteriorment pel teòleg Ludwig Gotthard Kosegarten, que va ensenyar que la natura era una revelació de Déu. Quistorp va presentar a Friedrich l'obra de l'artista alemany del segle XVII Adam Elsheimer, les obres del qual sovint incloïen temes religiosos dominats pel paisatge i temes nocturns. Durant aquest període també va estudiar literatura i estètica amb el professor suec Thomas Thorild. Quatre anys més tard, Friedrich va ingressar a la prestigiosa Acadèmia de Copenhaguen, on va començar la seva educació fent còpies de motlles d'escultures antigues abans de procedir a dibuixar sobre les seves experiències vitals. Viure a Copenhaguen va permetre al jove pintor accedir a la col·lecció de pintura de paisatge holandesa del segle XVII de la Royal Picture Gallery. A l'Acadèmia va estudiar amb professors com Christian August Lorentzen i el paisatgista Jens Juel. Aquests artistes es van inspirar en el moviment Sturm und Drang i van representar un punt mig entre la intensitat dramàtica i l'expressivitat de l'estètica romàntica i l'ideal neoclàssic en declivi. L'estat d'ànim era primordial, i la influència s'extreia de fonts antigues com la llegenda islandesa d'Edda, els poemes ossians i la mitologia nòrdica.

### Trasllat a Dresden
Friedrich es va establir definitivament a Dresden el 1798. Durant aquest primer període, va experimentar en l'estampat amb avats i dissenys per a xilografies que va tallar el seu germà fabricant de mobles. El 1804 havia fet 18 aiguaforts i quatre xilografies; que es feien en petit nombre i només es distribuïen als amics. Malgrat aquestes incursions en altres tècniques, va treballar principalment amb tinta, aquarel·la i els colors sèpies. Amb l'excepció d'algunes peces primerenques, com Paisatge amb temple en ruïnes (1797), no va produir molt amb olis fins que la seva reputació es va consolidar. Els paisatges van ser el seu tema preferit, inspirats en els freqüents viatges, començats el 1801, a la costa bàltica, Bohèmia, Krkonoše i les muntanyes de Harz. Basades principalment en els paisatges del nord d'Alemanya, les seves pintures representen boscos, turons, ports, boires matinals i altres efectes de llum basats en una observació de prop de la natura. Aquests treballs es van modelar a partir d'esbossos i estudis de paratges paisatgístics, com els penya-segats de Rügen, els voltants de Dresden i el riu Elba. Va fer els seus estudis gairebé exclusivament amb llapis, fins i tot proporcionant informació topogràfica, però els efectes atmosfèrics subtils característics de les pintures centrals de Friedrich les va fer de memòria. Aquests efectes van agafar la seva força de la representació de la llum i de la il·luminació del sol i la lluna sobre núvols i aigua: fenòmens òptics propis de la costa bàltica que mai s'havien pintat amb tant èmfasi.

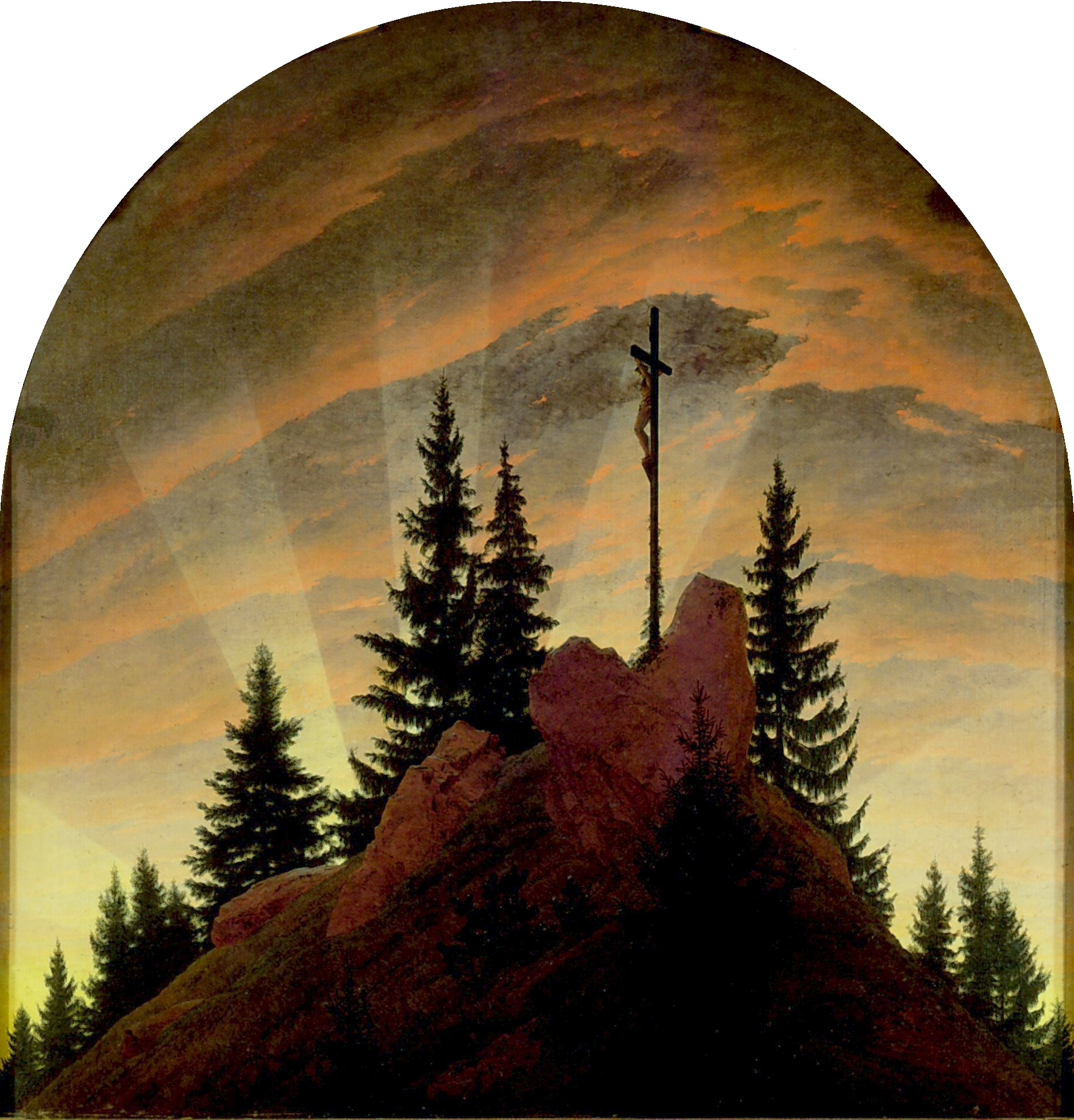
La Creu a les muntanyes (Altar Tetschen) (1808). 115 × 110,5 cm. Galerie Neue Meister, Dresden. Primera obra important de Friedrich, la peça trenca amb la representació tradicional de la crucifixió als retaules en representar l'escena com un paisatge.

La seva reputació com a artista va començar quan va guanyar un premi el 1805 al concurs de Weimar organitzat per Johann Wolfgang von Goethe. Aleshores, el concurs de Weimar tendia a atreure artistes mediocres i actualment oblidats que presentaven barreges derivades dels estils neoclàssic i pseudogrec. La mala qualitat va començar a resultar perjudicial per a la reputació de Goethe, de manera que quan Friedrich va introduir dos dibuixos sèpia: Processó a l'alba i Gent pescadora al costat del mar, el poeta va respondre amb entusiasme i va escriure: "Hem de lloar l'enginy de l'artista en aquesta imatge. El dibuix està ben fet, el seguici és enginyós i adequat... el seu tracte combina una gran fermesa, diligència i pulcritud... l'enginyosa aquarel·la... també és digne de lloança."
Friedrich va completar la primera de les seves pintures més importants el 1808, als 34 anys. La Creu a les muntanyes, avui conegut com l'altar de Tetschen, és un panell de retaule que es diu que va ser encarregat per a una capella familiar a Tetschen, Bohèmia. El plafó representa una creu de perfil al cim d'una muntanya, sola, i envoltada de pins. De manera controvertida, per primera vegada en l'art cristià, un retaule mostrava un paisatge. Segons la historiadora de l'art Linda Siegel, el disseny de Friedrich va ser el "clímax lògic de molts dibuixos seus anteriors que representaven una creu al món de la natura".
Tot i que el retaule es va rebre amb fredor, va ser el primer quadre de Friedrich del que es va parlar molt. Els amics de l'artista van defensar públicament l'obra, mentre que el crític d'art Basilius von Ramdohr va publicar un llarg article desafiant l'ús que feia Friedrich del paisatge en un context religiós. Va rebutjar la idea que la pintura paisatgística pogués transmetre un significat explícit, i va escriure que seria "una autèntica presumpció, si la pintura de paisatge s'enfilés a l'església i s'arrosegués a l'altar". Friedrich va respondre amb un programa que descrivia les seves intencions el 1809, comparant els raigs del sol del vespre amb la llum del Sant Pare. Aquesta declaració seria l'única vegada que Friedrich faria una interpretació detallada de la seva pròpia obra, i la pintura va ser un dels pocs encàrrecs que l'artista va rebre mai.

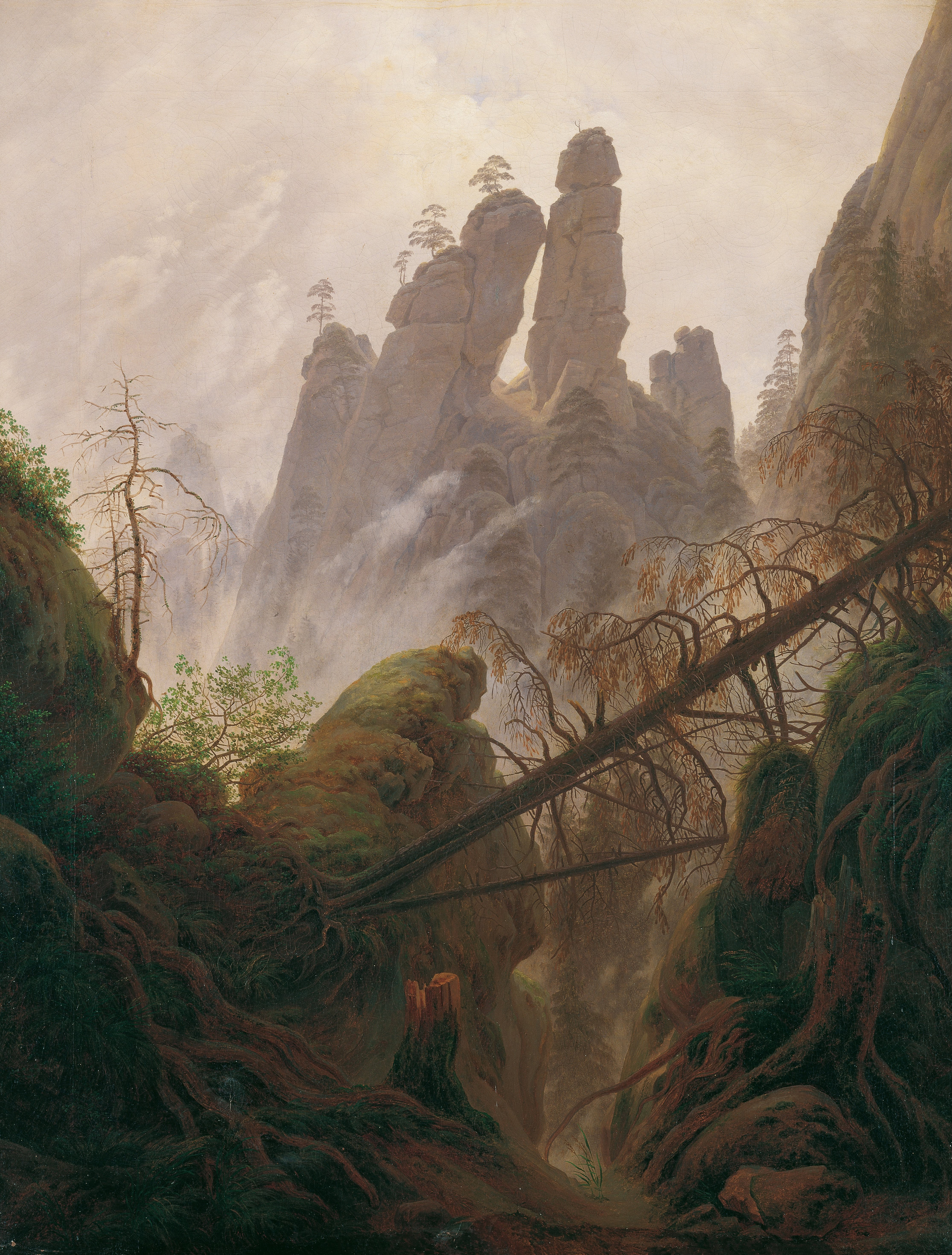
Paisatge rocós a les muntanyes de gres de l'Elba (entre 1822 i 1823)

Després de la compra de dues de les seves pintures pel príncep hereu prussià, Friedrich va ser escollit membre de l'Acadèmia de Berlín el 1810. No obstant això, el 1816 va intentar distanciar-se de l'autoritat prussiana i va sol·licitar al juny la ciutadania saxona. El moviment no s'esperava; el govern saxó era profrancès, mentre que les pintures de Friedrich eren considerades generalment patriòtiques i clarament antifranceses. Tanmateix, amb l'ajuda del seu amic de Dresden Graf Vitzthum von Eckstädt, Friedrich va aconseguir la ciutadania, i el 1818, va esdevenir membre de l'Acadèmia Saxona amb un dividend anual de 150 tàlers. Tot i que tenia l'esperança de rebre una càtedra de professor titular, mai se li va concedir, ja que, segons la Biblioteca d'Informació Alemanya, "es va considerar que la seva pintura era massa personal, el seu punt de vista massa individual per servir d'exemple fructífer als estudiants." La política també podria haver tingut un paper en frenar la seva carrera: els súbdits i el vestuari decididament germànics de Friedrich sovint xocaven amb les actituds profranceses predominants de l'època.

### Matrimoni

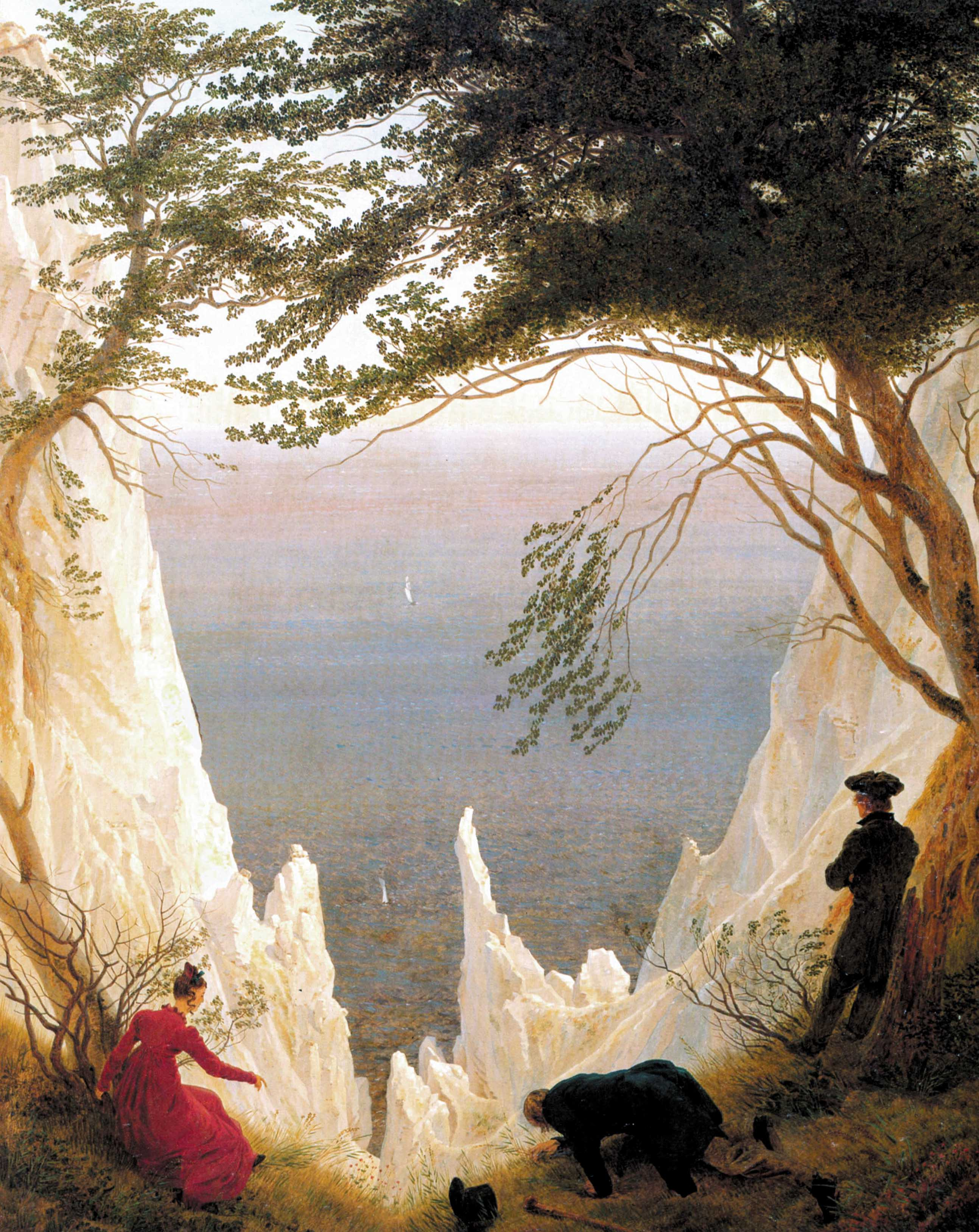
Penya-segats de l'illa de Rügen (1818). 90,5 × 71 cm. Museu Oskar Reinhart am Stadtgarten, Winterthur, Suïssa. Friedrich es va casar amb Christiane Caroline Bommer el 1818, i durant la seva lluna de mel van visitar familiars a Neubrandenburg i Greifswald. Aquest quadre celebra la unió de la parella.

El 21 de gener de 1818, Friedrich es va casar amb Caroline Bommer, la filla de vint-i-cinc anys d'un tintorer de Dresden. Emma, la primera dels tres fills, va arribar el 1820. El fisiòleg i pintor Carl Gustav Carus assenyala que el matrimoni no va tenir un impacte significatiu ni en la vida ni en la personalitat de Friedrich, però els seus llenços d'aquest període, inclosos els penya-segats de l'illa de a Rügen —pintats després de la seva lluna de mel— mostren una nova sensació de lleugeresa, mentre que la seva paleta és més brillant i menys austera. Les figures humanes apareixen amb una freqüència creixent a les pintures d'aquest període, que Siegel interpreta com un reflex que "la importància de la vida humana, especialment la seva família, ocupa cada cop més el seu pensament, i apareixen els seus amics, la seva dona i els seus habitants com a temes freqüents en el seu art".
Al voltant d'aquesta època, va trobar el suport de dues persones a Rússia. El 1820, el gran duc Nikolai Pavlovich, a instàncies de la seva dona Alexandra Feodorovna, va visitar l'estudi de Friedrich i va tornar a Sant Petersburg amb una sèrie de pintures, un intercanvi que va iniciar un mecenatge que va continuar durant molts anys. No gaire després, el poeta Vasily Zhukovsky, tutor d'Alexandre II, va conèixer Friedrich el 1821 i va descobrir en ell un esperit afí. Durant dècades Zhukovsky va ajudar a Friedrich comprant ell mateix la seva obra i recomanant el seu art a la família reial; les seves visites cap al final de la carrera de Friedrich van resultar inestimables per a l'artista malalt i empobrit. Zhukovsky va remarcar que les pintures del seu amic "ens plauen per la seva precisió, cadascuna d'elles despertant un record a la nostra ment".
Friedrich va conèixer Philipp Otto Runge, un altre pintor alemany destacat del període romàntic. També era amic de Georg Friedrich Kersting, i el va pintar treballant al seu taller, i del pintor noruec Johan Christian Clausen Dahl (1788–1857). Dahl va estar a prop de Friedrich durant els darrers anys de l'artista, i va expressar la seva consternació perquè per al públic comprador d'art, les imatges de Friedrich només eren "curiositats". Mentre que el poeta Zhukovsky va apreciar els temes psicològics de Friedrich, Dahl va elogiar la qualitat descriptiva dels paisatges de Friedrich, afirmant que "els artistes i coneixedors veien en l'art de Friedrich només una mena de místic, perquè ells mateixos només buscaven el místic... No van veure l'estudi fidel i conscient de la natura de Friedrich en tot el que representava”.
Durant aquest període Friedrich va dibuixar sovint monuments commemoratius i escultures per a mausoleus, que reflectien la seva obsessió per la mort i el més enllà; fins i tot va crear dissenys per a alguns dels arts funeraris dels cementiris de Dresden. Algunes d'aquestes obres es van perdre en l'incendi que va destruir el Palau de Vidre de Múnic (1931) i després al bombardeig de Dresden del 1945.

### Darrers anys

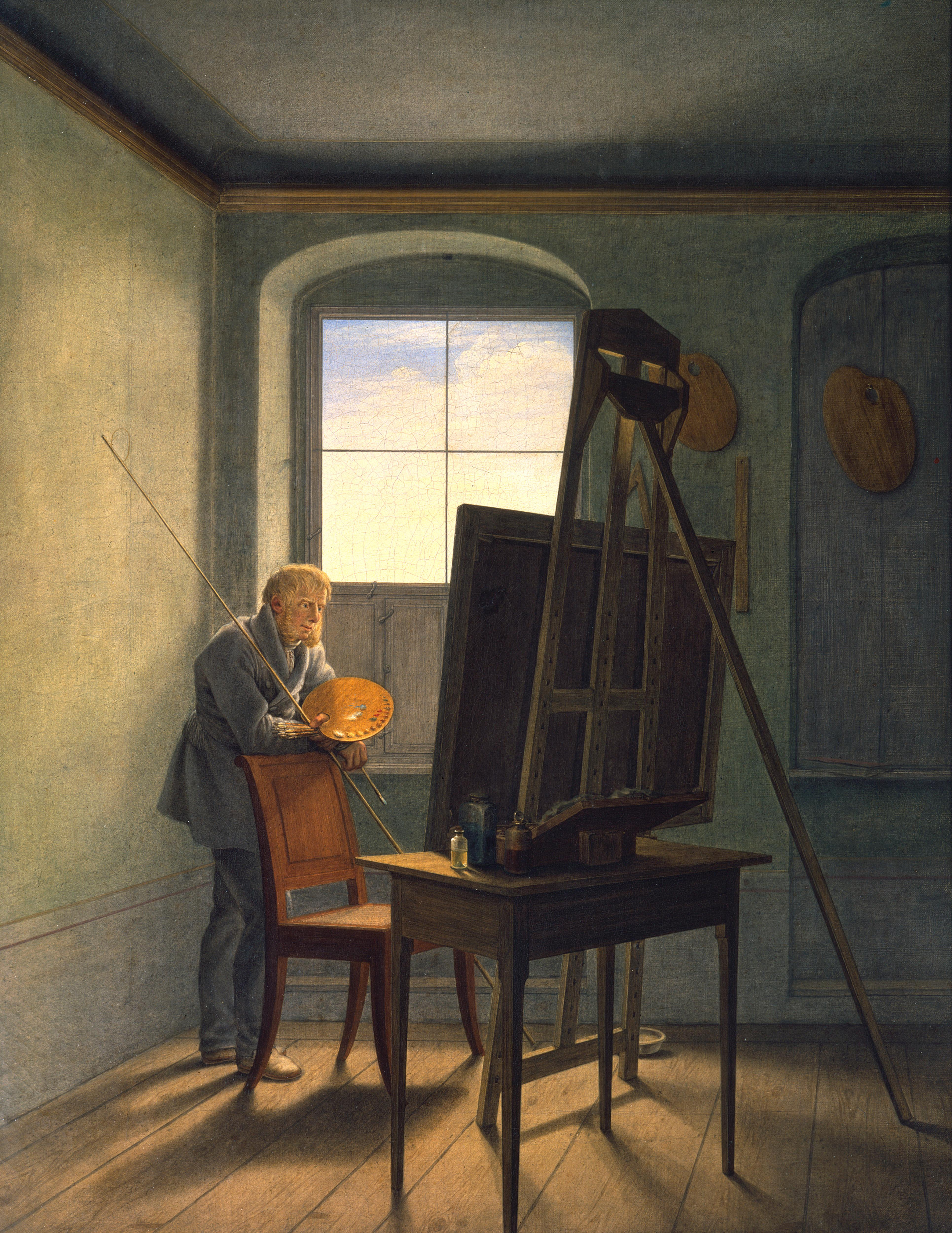
Georg Friedrich Kersting, Caspar David Friedrich al seu taller (1819), Alte Nationalgalerie, Berlín. Kersting retrata un Friedrich envellit que sosté un els instruments de pintura.

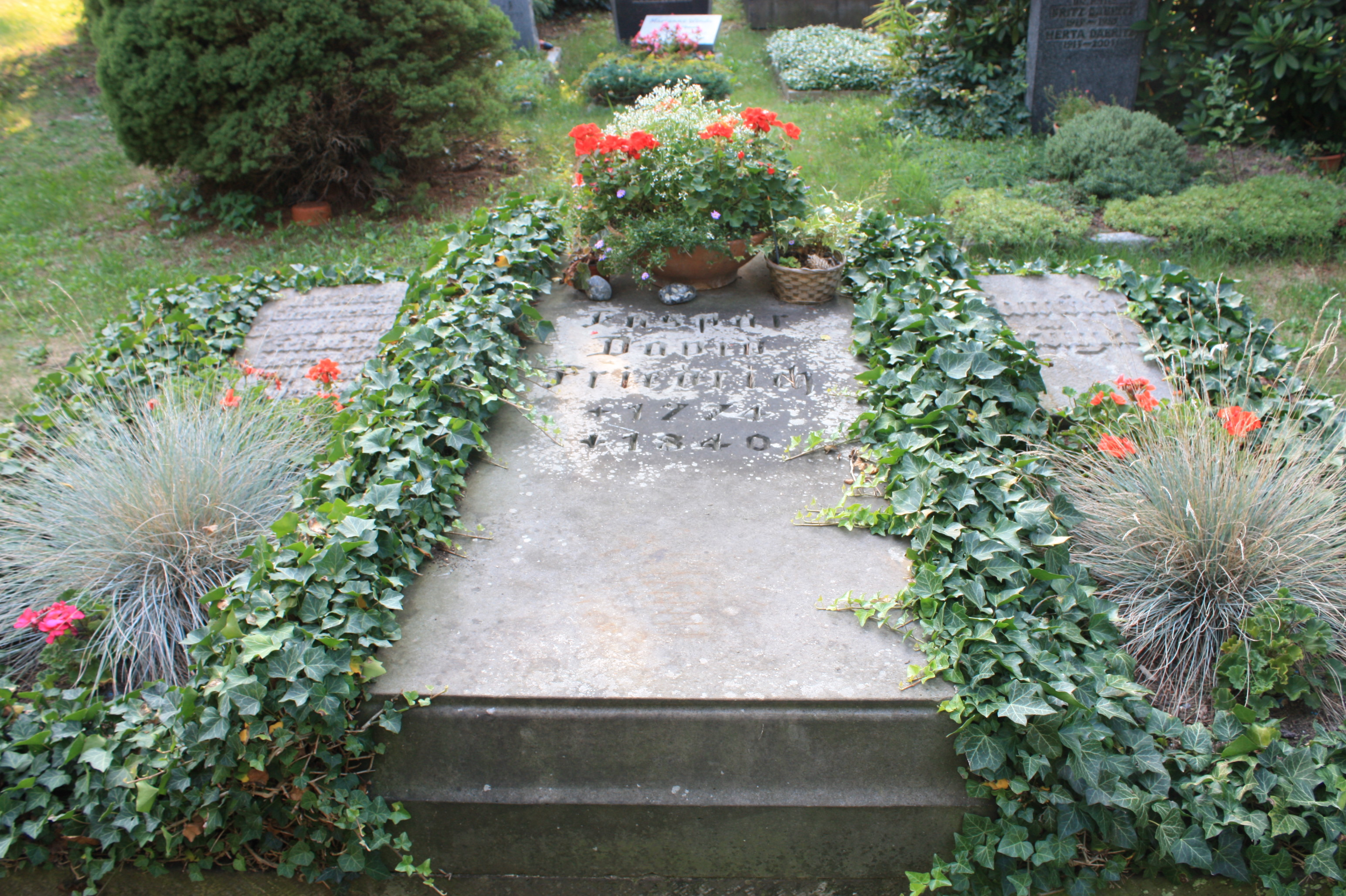
Tomba de Caspar David Friedrich, a Trinitatis-Friedhof, Dresden

La reputació de Friedrich va disminuir sense parar durant els últims quinze anys de la seva vida. A mesura que els ideals del primer romanticisme van passar de la moda, va arribar a ser vist com un personatge excèntric i malenconiós, fora del món. A poc a poc, els seus mecenes van deixar de fer-li costat. El 1820, vivia com un reclús i els amics el descriuen com el "més solitari dels solitaris". Cap al final de la seva vida va viure en relativa pobresa. Es va quedar aïllat i va passar llargs períodes de dia i de nit caminant sol per boscos i camps, sovint començant les seves passejades abans de la sortida del sol.
El juny de 1835, Friedrich va patir el seu primer ictus, que el va deixar amb una paràlisi menor de les extremitats i va reduir molt la seva capacitat per pintar. Com a conseqüència, no va poder treballar amb oli, i es va limitar a l'aquarel·la, la sèpia i la reelaboració de composicions més antigues.
Tot i que la seva visió continuava sent molt bona, havia perdut tota la força de la mà. No obstant això, va poder produir una "pintura negra" final, Seashore by Moonlight (1835–36), descrita per Vaughan com la "més fosca de totes les seves costes, en la qual la riquesa de tonalitat compensa la manca de la seva antiga delicadesa".
Els símbols de la mort van aparèixer en la seva altra obra d'aquest període. Poc després de l'ictus, la família reial russa va comprar-li una sèrie de les seves obres anteriors i els ingressos li van permetre viatjar a Teplitz, a l'actual República Txeca, per recuperar-se.
A mitjans de la dècada de 1830, Friedrich va començar una sèrie de retrats i va tornar a observar a la natura. Com ha indicat l'historiador de l'art William Vaughan, però, "ell es podia veure a si mateix com un home molt canviat. Ja no era la figura dura i solidària que va aparèixer a Dos homes contemplant la lluna el 1819. És vell i rígid... es mou amb una inclinació".
El 1838, només era capaç de treballar en petit format. Ell i la seva família vivien en la pobresa i depenien cada cop més de la caritat dels amics.

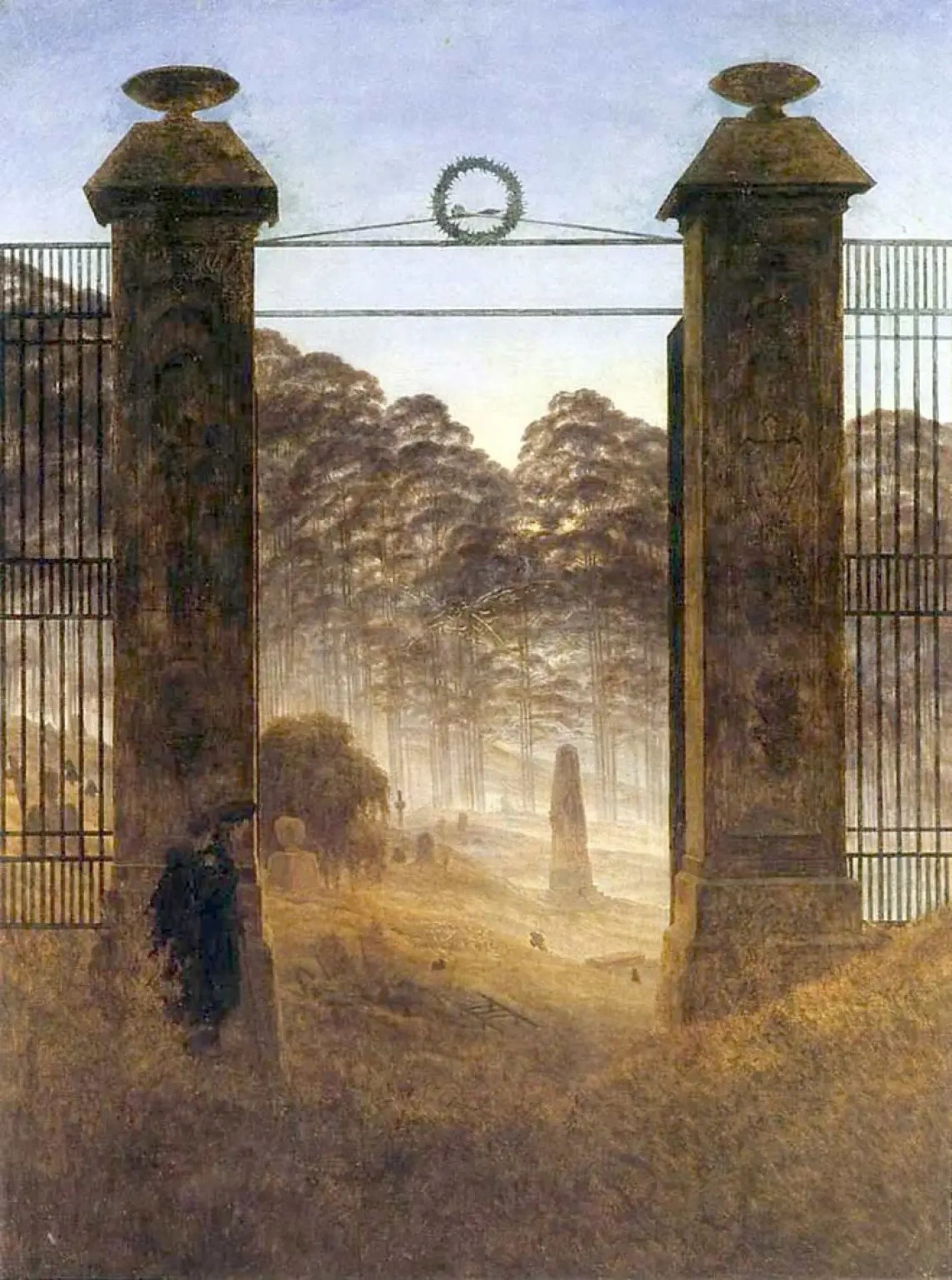
Friedrich: Entrada del cementiri. Galerie Neue Meister, Dresden.

Friedrich va morir a Dresden el 7 de maig de 1840 i va ser enterrat al Trinitatis-Friedhof (cementiri de la Trinitat) de Dresden, que està situat a l'est del centre de la ciutat. L'entrada d'aquest cementiri l'havia pintada uns 15 anys abans. La làpida senzilla plana es troba al nord-oest de la rondalla central dins de l'avinguda principal.
En el moment de la seva mort, la seva reputació i fama estaven minvant, i el seu traspàs va passar bastant desapercebut en la comunitat artística. La seva obra d'art havia estat certament reconeguda durant la seva vida, però no àmpliament. Si bé l'estudi detallat del paisatge i l'èmfasi en els elements espirituals de la natura eren habituals en l'art contemporani, la seva obra era massa original i personal per ser ben entesa. El 1838, la seva obra ja no es venia ni rebia l'atenció de la crítica; el moviment romàntic s'havia anat allunyant de l'idealisme primerenc que l'artista havia ajudat a fundar.
Després de la seva mort, Carl Gustav Carus va escriure una sèrie d'articles que van rendir homenatge a la transformació que Friedrich havia impulsat de les convencions de la pintura de paisatge. Tanmateix, els articles de Carus van situar a Friedrich fermament en el seu temps, i no van situar l'artista dins d'una tradició continuada. Només un dels seus quadres s'havia reproduït com a gravat, i se'n van fer molt poques còpies.